# David Fisher (Mathematiker)
David Michael Fisher ist ein US-amerikanischer Mathematiker und Hochschullehrer an der Indiana University in Bloomington.
Fisher wurde 1999 an der University of Chicago bei Robert Jeffrey Zimmer promoviert (On the Arithmetic Structure of Lattice Actions on Compact Manifolds).  Er ist Distinguished Professor und Ruth N. Halls Professor an der Indiana University.
Er befasst sich mit Starrheit in Geometrie und Dynamik, analytischer und geometrischer Gruppentheorie, Ergodentheorie, Lie-Gruppen und ihren diskreten Untergruppen. Er ist für Beiträge zur Lösung der Zimmer-Vermutung mit Aaron Brown und Sebastian Hurtado bekannt.
Fisher war Radcliffe Fellow und Simons Fellow und Fellow der American Mathematical Society. Er war eingeladener Sprecher auf dem Internationalen Mathematikerkongress 2010 (mit Alex Eskin, Quasi-isometric rigidity of solvable groups) und 2022 (Rigidity and invariant measures beyond homogeneous dynamics).

## Schriften (Auswahl)
- mit Grigori Margulis: Almost isometric actions, property (T), and local rigidity, Inventiones mathematicae, Band 162, 2005, S. 19–80, Arxiv
- Groups acting on manifolds: the Zimmer Program, Arxiv 2008
- mit A. Eskin, Kevin Whyte: Coarse differentiation of quasi-isometries I: Spaces not quasi-isometric to Cayley graphs, Annals of Mathematics, Band 176, 2012, S. 221–260, Arxiv, Teil 2, Band 177, 2013, S. 177 869–910, Arxiv
- mit Aaron Brown, Sebastian Hurtado: Zimmer's conjecture: Subexponential growth, measure rigidity, and strong property (T), Arxiv 2016[3]
- Recent progress in the Zimmer program, Arxiv 2017 (für Zimmer,Selected Papers)
- mit Aaron Brown, Sebastian Hurtado: Zimmer's conjecture for actions of SL(m,Z), Inventiones Mathematicae, 2020, S. 1–60, Arxiv 2017
- mit Aaron Brown, Sebastian Hurtado: Zimmer's conjecture for non-uniform lattices and escape of mass, Arxiv 2021